# Accordeonplooi
Een accordeonplooi is een manier van plooien van kleding om een modieus resultaat te bereiken, bijvoorbeeld het uitzetten tijdens bewegen, of om bepaalde lichaamskenmerken te accentueren of te verhullen.
Een accordeonplooi is ook postzegeljargon voor een drukfout op een postzegel veroorzaakt door een dubbele plooi in het papier wanneer het door de drukmachine gaat. Hierdoor wordt de binnenkant van de plooi niet bedrukt. Bij het opentrekken van deze plooi ziet men het witte onbedrukte gedeelte. Deze witte vlek heeft vaak de vorm van een driehoek. Het is de bedoeling dat zo'n fout bij de nacontrole wordt gesignaleerd en als drukuitschot wordt vernietigd.